# Крушение поезда в Республике Конго (2010)
Крушение поезда в Республике Конго в 2010 — железнодорожное происшествие (сход поезда с рельсов), произошедшее 21 июня 2010 года в Республике Конго неподалёку от станции Янга, расположенной в 60 км от Пуэнт-Нуара на юге страны. В результате железнодорожной катастрофы погибли 76 человек.

## Причины
Причина схода поезда с рельсов не была незамедлительно обнародована властями, хотя представитель правительства страны заявил, что основной предварительной причиной происшествия является превышение скорости.